# Aventurile lui Spider Man
Aventurile lui Spider Man (în engleză The Spectacular Spider-Man) este un serial de animație de televiziune cu supereroi american dezvoltat pentru televiziune de către Victor Cook și Greg Weisman bazat pe personajul Marvel Comics Omul Păianjen. În ceea ce privește tonul și stilul, serialul se bazează în principal pe era de Stan Lee, Steve Ditko și John Romita Sr. a The Amazing Spider-Man, cu o balanță similară de acțiune, dramă și comedie, iar de asemenea amplasarea în liceu. Totuși, serialul tinde să utilizeze materiale din toate erele de benzi desenate până la acest punct și alte surse precum benzile desenate Ultimate Spider-Man de Brian Michael Bendis și Mark Bagley și de asemenea trilogia de filme Omul-păianjen de Sam Raimi.
Serialul a fost produs în comun de Marvel Entertainment, Culver Entertainment și Sony Pictures Television prin Adelaide Productions. A avut premiera pe 8 martie 2008 pe The CW ca parte a blocului de programe Kids' WB. Sezonul 2 a avut premiera pe 22 iunie 2009 pe Disney XD în Statele Unite și s-a încheiat pe 18 noiembrie 2009. Întreg serialul a fost difuzat în Canada pe Teletoon. Deși un total de cinci sezoane conținând 65 de episoade au fost plănuite inițial alături de diverse filme direct-pe-video conectând fiecare sezon, serialul a fost anulat înainte ca al treilea sezon să intre în producție datorită problemelor legale între Disney (care a intenționat să achiziționeze Marvel) și Sony Pictures Television.
Seria a fost lăudat de critici, cu aprecieri pentru scriere, stil artistic și portretizarea fidelă a personajelor. Această iterație a Omului Păianjen a revenit în filmul de animație din 2023 Omul-Păianjen: Prin lumea păianjenului cu Josh Keaton reluându-și rolul.

## Premisa
Peter Parker, un tânăr student la Liceul Midtown, a fost mușcat de un păianjen în urmă cu câteva luni, obținându-și puteri și luptând împotriva criminalilor ca Omul Păianjen. El se străduiește să își țină în balans responsabilitățile de erou ca Omul Păianjen cu problemele personale din viața sa.

## Distribuție
- Josh Keaton – Peter Parker / Omul Păianjen
- Lacey Chabert – Gwen Stacy
- James Arnold Taylor – Harry Osborn
- Daran Norris – J. Jonah Jameson
- Vanessa Marshall – Mary Jane Watson
- Joshua LeBar – Flash Thompson
- Alanna Ubach – Liz Allan
- Clancy Brown – George Stacy, Alex O'Hirn / Rhino
- Alan Rachins – Norman Osborn

## Episoade
| Premiera originală | Premiera în România | N/o | Titlu român | Titlu englez              |
| ------------------ | ------------------- | --- | ----------- | ------------------------- |
|                    |                     |     |             |                           |
| SEZONUL 1          |                     |     |             |                           |
|                    |                     |     |             |                           |
| 08.03.2008         |                     | 01  | '           | Survival of the Fittest   |
|                    |                     |     |             |                           |
| 08.03.2008         |                     | 02  | '           | Interactions              |
|                    |                     |     |             |                           |
| 15.03.2008         |                     | 03  | '           | Natural Selection         |
|                    |                     |     |             |                           |
| 22.03.2008         |                     | 04  | '           | Market Forces             |
|                    |                     |     |             |                           |
| 29.03.2008         |                     | 05  | '           | Competition               |
|                    |                     |     |             |                           |
| 12.04.2008         |                     | 06  | '           | The Invisible Hand        |
|                    |                     |     |             |                           |
| 26.04.2008         |                     | 07  | '           | Catalysts                 |
|                    |                     |     |             |                           |
| 03.05.2008         |                     | 08  | '           | Reaction                  |
|                    |                     |     |             |                           |
| 10.05.2008         |                     | 09  | '           | The Uncertainty Principle |
|                    |                     |     |             |                           |
| 17.05.2008         |                     | 10  | '           | Persona                   |
|                    |                     |     |             |                           |
| 31.05.2008         |                     | 11  | '           | Group Therapy             |
|                    |                     |     |             |                           |
| 07.06.2008         |                     | 12  | '           | Intervention              |
|                    |                     |     |             |                           |
| 14.06.2008         |                     | 13  | '           | Nature vs. Nurture        |
|                    |                     |     |             |                           |
| SEZONUL 2          |                     |     |             |                           |
|                    |                     |     |             |                           |
| 22.06.2009         |                     | 14  | '           | Blueprints                |
|                    |                     |     |             |                           |
| 22.06.2009         |                     | 15  | '           | Destructive Testing       |
|                    |                     |     |             |                           |
| 29.06.2009         |                     | 16  | '           | Reinforcement             |
|                    |                     |     |             |                           |
| 06.07.2009         |                     | 17  | '           | Shear Strength            |
|                    |                     |     |             |                           |
| 13.07.2009         |                     | 18  | '           | First Step                |
|                    |                     |     |             |                           |
| 20.07.2009         |                     | 19  | '           | Growing Pains             |
|                    |                     |     |             |                           |
| 27.07.2009         |                     | 20  | '           | Identity Crisis           |
|                    |                     |     |             |                           |
| 07.10.2009         |                     | 21  | '           | Accomplices               |
|                    |                     |     |             |                           |
| 14.10.2009         |                     | 22  | '           | Probable Cause            |
|                    |                     |     |             |                           |
| 21.10.2009         |                     | 23  | '           | Gangland                  |
|                    |                     |     |             |                           |
| 04.11.2009         |                     | 24  | '           | Subtext                   |
|                    |                     |     |             |                           |
| 18.11.2009         |                     | 25  | '           | Opening Night             |
|                    |                     |     |             |                           |
| 18.11.2009         |                     | 26  | '           | Final Curtain             |

## Recepție
Serialul a fost premiat de IGN cu premiul "Cel mai bun serial de animație" în 2008 și 2009 și l-a plasat în locul 30 pe lista sa cu cele mai bune 100 de seriale TV de animație în 2011. TV Guide l-a numit unul dintre cele mai bune 60 de seriale de animație din toate timpurile.